# Piraiki Patraiki

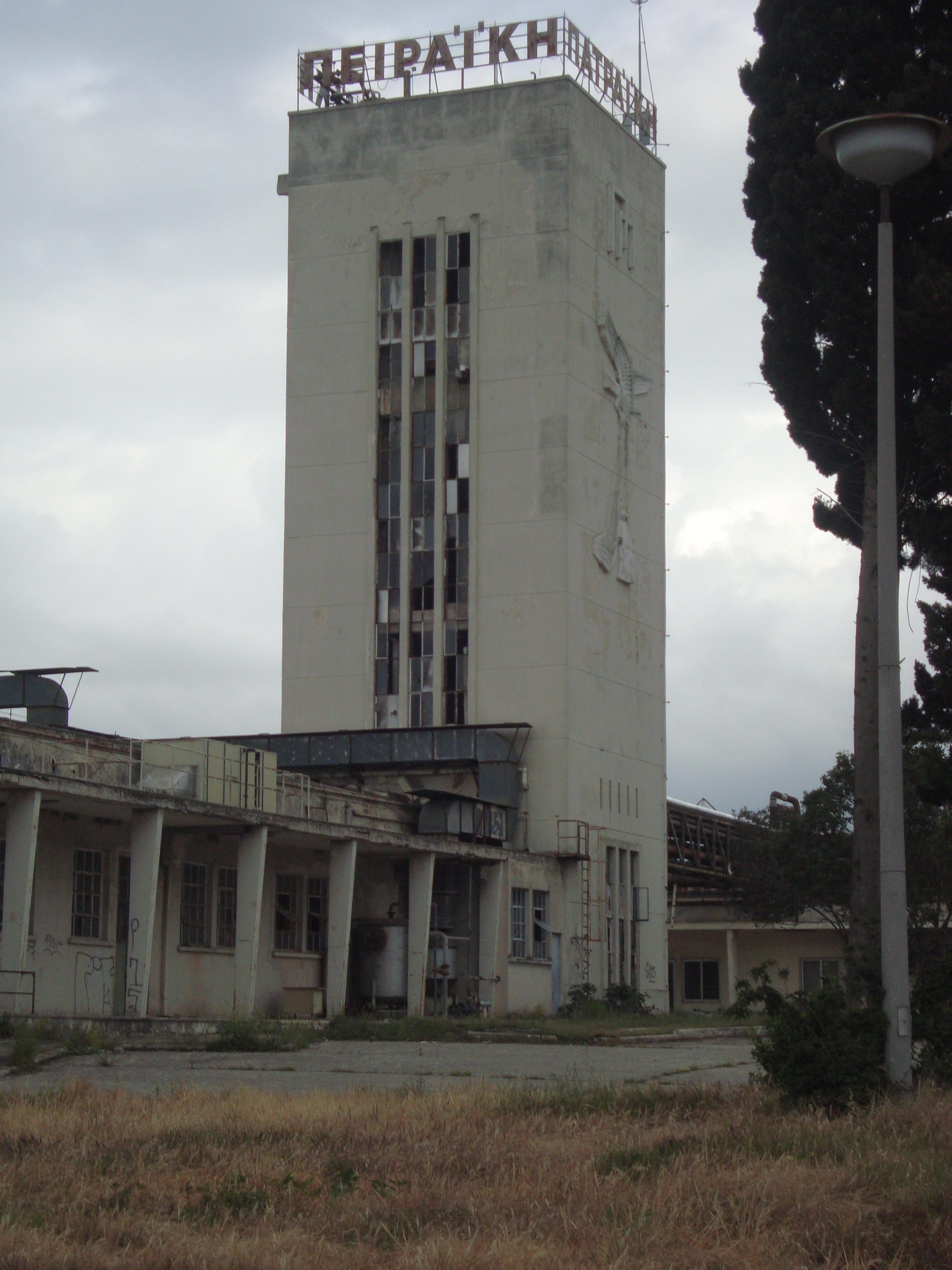
Das verwaiste Werksgelände in Patras, 2011

Piraiki-Patraiki S.A. (Πειραϊκή-Πατραϊκή) war ein Hersteller von Textilien aus Patras. Konkurrenz zumeist aus Fernost machte dem Unternehmen zu schaffen, so dass der zweitgrößte private Arbeitgeber Griechenlands und der zehntgrößte Textilienhersteller Europas 1996 Konkurs anmelden musste. 

## Geschichte
Das Unternehmen wurde 1919 als Patraiki in Patras gegründet, 1931 folgte die Übernahme des Konkurrenzbetriebs Piraiki aus Piräus. In den 1950er Jahren geriet das Unternehmen in Schwierigkeiten, die durch eine Modernisierungswelle der Anlagen bewältigt wurden. Diese umfasste auch die Anschaffung eines IBM 1401-Rechners und die Eröffnung einer Fabrik im Sudan.
Das Unternehmen hatte eine eigene Designabteilung, beschäftigte jedoch auch externe Designer, wie etwa T. H. Robsjohn-Gibbings um regionale Märkte besser anzusprechen.
1983 wurde die Aktienmehrheit von 64 % durch den Staat übernommen, wobei der Betrieb weiterhin privat betrieben wurde. 1988 wurde der Textildesigner Yannis Tseklenis Leiter des Unternehmens. Letztendlich konnte das Unternehmen aufgrund der Konkurrenz aus Fernost und der Marktöffnung nicht mehr profitabel arbeiten. 1996 stellte der Staat alle Zuschüsse ein und das Unternehmen ging in Konkurs. Das Unternehmen war auch in der Wilhelm-Lorch-Stiftung engagiert.